# Te Ao Mārama
Te Ao Mārama è il quarto EP della cantautrice neozelandese Lorde, pubblicato il 9 settembre 2021  dall'etichetta discografica Universal Music New Zealand. 
L'EP è composto da cinque brani dell'album Solar Power interpretate interamente in lingua maori, la lingua indigena della Nuova Zelanda. Lorde ha confermato che tutti i guadagni derivati dall'EP sarebbero stati devoluti in beneficenza.

## Tracce
1. Te Ara Tika / The Path – 3:40 (Ella Yelich-O'Connor, Jack Antonoff, Malay)
2. Te Ao Mārama / Solar Power – 3:11 (Ella Yelich-O'Connor, Jack Antonoff, Malay)
3. Mata Kohore / Stoned at the Nail Salon – 4:27 (Ella Yelich-O'Connor, Jack Antonoff)
4. Hua Pirau / Fallen Fruit – 4:00 (Ella Yelich-O'Connor, Jack Antonoff)
5. Hine-i-te-Awatea / Oceanic Feeling – 6:39 (Ella Yelich-O'Connor, Jack Antonoff)

## Classifiche
| Classifica (2021) | Posizione massima |
| ----------------- | ----------------- |
| Nuova Zelanda     | 4                 |